# Verde (torrente della Toscana)
Il torrente Verde è un torrente dell'Appennino tosco-emiliano, affluente di destra del fiume Magra, in Provincia di Massa-Carrara, in Toscana, quasi ai confini con la Liguria. Non è da confondersi con un omonimo torrente ligure, che si trova a nord di Genova.

## Idronimo
Il nome dà origine all'omonima "Valle del Verde" che, insieme alla Valle del Gordana e del Teglia, Val d'Antena e Valle del Magriola costituiscono la cosiddetta zona più ampia del Pontremolese, della Val di Magra e dell'Alta Lunigiana occidentale, a sua volta situata ai confini tra Liguria, Toscana ed Emilia. Pare che l'idronimo derivi dall'antico dialetto della Lunigiana vergêma, nome dialettale a sua volta derivante dai dislivelli montani di pietra arenaria causati dalle numerose frane cui è soggetto il luogo.

## Percorso
Il torrente nasce poco distante da Pontremoli, al Poggio o Passo dei Due Santi, a circa 1392 metri di altezza, sopra la frazione montana di Cervara, dove è presente anche un piccolo laghetto montano omonimo; la sorgente tuttavia, si trova già sotto il comune sparso di Zeri (MS). Scendendo a valle, percorre le località sparse di Cervara, Guinadi, Baselica, Prà del Prete, Borgallo e Casa Corvi, per poi affluire nel Magra nei pressi del borgo di Pontremoli, dopo il ponte romanico.
Nel suo corso forma suggestive cascate, dove in autunno ed inverno è possibile praticare Kayak.

## Affluenti
Al torrente si uniscono il rio Verdesina a sinistra e il rio Betigna, Darnia e Serra a destra.

## Fauna
Il torrente contiene pesci quali trota fario, trota iridea e gambero di fiume, oltre a molte bisce d'acqua.
Tutte queste specie vengono predate da molti individui di airone bianco maggiore, airone cinerino, garzetta, martin pescatore e, forse, dalla lontra.